# Ditrichophora griseifacies
Ditrichophora griseifacies är en tvåvingeart som först beskrevs av Canzoneri 1976.  Ditrichophora griseifacies ingår i släktet Ditrichophora och familjen vattenflugor.
Artens utbredningsområde är Italien. Inga underarter finns listade i Catalogue of Life.